# ابراهیم شیشری
ابراهیم بن حسن نبیسی شیشری (؟ -۱۵۰۹م) مفسر، صوفی و زبان‌شناس نحوی سوری ایرانی‌اصل در سدهٔ نهم هجری/پانزدهم میلادی بود. او از اهالی روستای نبیس در نزدیکی حلب و خاستگاهش از جایی به نام «شیشر» در سرزمین ایران بوده‌است. جماعتی از خوارج او را در ارزنجان کشتند. نوشته‌هایی از او به جا مانده است: تفسیر که از اول قرآن تا سورهٔ یوسف است، نهایة البهجة که قصیده‌ای برپایهٔ قافیهٔ تاء است در علم نحو و ۲۳ برگ.